# Песнь Богородицы (Честнейшая)

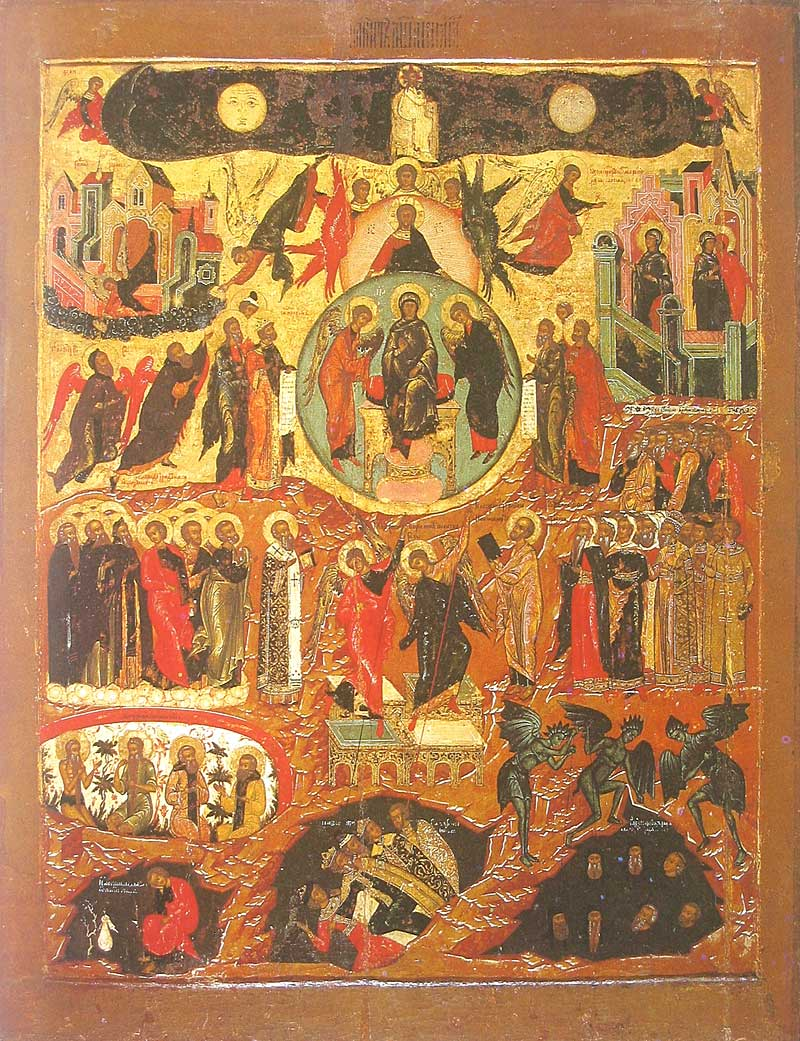
Икона «Величит душа моя Господа»
(Ярославль, середина XVII века)

Песнь Пресвято́й Богоро́дицы («Честне́йшая», Пѣснь Пресвяты́я Богородицы), Песнь Богородицы — песнопение православной утрени, предшествующее 9-й песни канона. Составлена на текст хвалебной речи Девы Марии (Лк. 1:46—55), с прибавлением припева «Честне́йшую херуви́м…» к каждому стиху, откуда получила своё второе, наиболее употребительное название — «Честнейшая».
У католиков и протестантов распев тех же стихов Писания (без какого-либо припева) именуется магнификатом, по первому слову первого стиха латинского текста: «Magnificat anima mea Dominum». 
Молитва-величание «Честне́йшую херуви́м и сла́внейшую без сравне́ния серафи́м, без истле́ния Бо́га Сло́ва ро́ждшую, су́щую Богоро́дицу, Тя велича́ем», ставшая припевом к Песни Богородицы, была составлена преподобным Космой Маюмским.
Песнь Пресвятой Богородицы вместе с пророчеством Захарии (Лк. 1:63—79) составляют 9-ю библейскую песнь. Особенностью 9-й библейской песни является то, что её первая часть (то есть Песнь Богородицы) поётся вместе с припевами «Честнейшую херувим…», и только вторая (пророчество Захарии) — с тропарями 9-й песни канона. При этом Песнь Богородицы поётся перед 9-й песнью канона всегда, то есть и в тех случаях, когда тропари 9-й песни канона (согласно современной сокращённой практике) читаются без библейской песни (с краткими молебными припевами).

## Греческийоригинал
Μεγαλύνει ἡ ψυχή μου τὸν Κύριον καὶ ἠγαλλίασε τὸ πνεῦμά μου ἐπὶ τῷ Θεῷ τῷ Σωτῆρι μου.
Τὴν τιμιωτέραν τῶν Χερουβὶμ καὶ ἐνδοξοτέραν ἀσυγκρίτως τῶν Σεραφίμ, τὴν ἀδιαφθόρως Θεὸν Λόγον τεκοῦσαν, τὴν ὄντως Θεοτόκον Σὲ μεγαλύνομεν.
Ὅτι ἐπέβλεψεν ἐπὶ τὴν ταπείνωσιν τῆς δούλης Αὐτοῦ· ἰδοὺ γὰρ ἀπὸ τοῦ νῦν μακαριοῦσί με πᾶσαι αἱ γενεαί.
Τὴν τιμιωτέραν τῶν Χερουβὶμ…
Ὅτι ἐποίησέ μοι μεγαλεῖα ὁ δυνατὸς καὶ ἅγιον τὸ ὄνομα Αὐτοῦ, καὶ τὸ ἔλεος Αὐτοῦ εἰς γενεὰν καὶ γενεὰν τοῖς φοβουμένοις Αὐτόν.
Τὴν τιμιωτέραν τῶν Χερουβὶμ…
Ἐποίησε κράτος ἐν βραχίονι Αὐτοῦ, διεσκόρπισεν ὑπερηφάνους διανοίᾳ καρδίας αὐτῶν.
Τὴν τιμιωτέραν τῶν Χερουβὶμ…
Καθεῖλε δυνάστας ἀπὸ θρόνων καὶ ὕψωσε ταπεινούς· πεινῶντας ἐνέπλησεν ἀγαθῶν καὶ πλουτοῦντας ἐξαπέστειλε κενούς.
Τὴν τιμιωτέραν τῶν Χερουβὶμ…
Ἀντελάβετο Ἰσραὴλ παιδὸς Αὐτοῦ, μνησθῆναι ἐλέους, καθὼς ἐλάλησε πρὸς τοὺς πατέρας ἡμῶν, τῷ Ἀβραάμ καὶ τῷ σπέρματι Αὐτοῦ ἕως αἰῶνος.
Τὴν τιμιωτέραν τῶν Χερουβὶμ…

## Церковнославянскийтекст
Транскрипция русским алфавитом:
Вели́чит душа́ Моя́ Го́спода, и возра́довася дух Мой о Бо́зе Спа́се Мое́м.
Честне́йшую херуви́м и сла́внейшую без сравне́ния серафи́м, без истле́ния Бо́га Сло́ва ро́ждшую, су́щую Богоро́дицу, Тя велича́ем.
Я́ко призре́ на смире́ние рабы́ Своея́, се бо от ны́не ублажа́т Мя вси ро́ди.
Честне́йшую херуви́м…
Я́ко сотвори́ Мне вели́чие Си́льный, и свя́то и́мя Его́, и ми́лость Его́ в ро́ды родо́в боя́щимся Его́.
Честне́йшую херуви́м…
Сотвори́ держа́ву мы́шцею Свое́ю, расточи́ го́рдыя мы́слию се́рдца их.
Честне́йшую херуви́м…
Низложи́ си́льныя со престо́л, и вознесе́ смире́нныя; а́лчущия испо́лни благ, и богатя́щияся отпусти́ тщи.
Честне́йшую херуви́м…
Восприя́т Изра́иля о́трока Своего́, помяну́ти ми́лости, я́коже глаго́ла ко отце́м на́шим, Авраа́му и се́мени его́ да́же до ве́ка.
Честне́йшую херуви́м…

## История
«Честнейшую херувимов,..» – рефрен Песни Богородицы был сначала в виде ирмоса в грузинском невмированном ирмологии, имеющем аналогии с папирусом VI-VII вв., — Papyrus of John Rayland’s Library №466. Там же появляется подобие запева «Богородицу и Матерь Света в песнех возвеличим!».

## Богослужебные замечания

### Пение «Честнейшей»
«Честне́йшая» поётся «на два ли́ка» (хо́ра), то есть антифонно. Богослужебное указание гласа «Честнейшей» имеется только в Минее 1 сентября, на праздник (церковного) Новолетия («Нача́ло инди́кта, си́рѣчь но́ваго лѣ́та»), где её предписано петь на 6-й глас и «велегла́сно» (громко). В современной практике это гласовое указание не соблюдается: обычно «Честнейшую» поют напевом ирмоса гласа канона, или иным напевом (самогласным). Во многих храмах «Честнейшую» поют общинно (вместе с народом).

### Каждение на «Честнейшую»
На 8-й и 9-й песни канона утрени диакон совершает каждение алтаря и всего храма. Покадив св. престол и алтарь, диакон, к началу катавасии 8-й песни, выходит северной дверью из алтаря, совершает каждение царских врат, правой стороны иконостаса и встаёт у иконы Божией Матери. По окончании катавасии, кадя икону Богородицы, диакон возглашает: «Богоро́дицу и Ма́терь Све́та в пе́снех [или: пе́сньми] возвели́чим», и лики (хоры) начинают пение «Честнейшей».
Далее диакон кадит левую сторону иконостаса, клироса́, народ (молящихся в храме) и весь храм, затем, поднявшись на солею́, вновь кадит царские врата, иконы Спасителя и Богородицы, и возвращается южной дверью в алтарь.

### Когда «Честнейшая» не поётся
Глава 20 Типикона «О еже когда поется Честнѣйшую, и когда не поется», гласит:

Подоба́етъ вѣ́дати: я́ко всегда́ пое́тся Честнѣ́йшую: въ недѣ́ляхъ всего́ лѣ́та и въ предпра́зднствахъ, и попразднствахъ, и въ седми́чныя дни. Не пое́тся же Честнѣ́йшая во влады́чнихъ и богоро́дичныхъ пра́здникахъ, е́же есть, на Рождество Богородицы, и на отда́ніе пра́здника ея́. На Воздви́женіе Честна́го Креста́, и на отда́ніе его́. На Введе́ніе Богоро́дицы, и на отда́ніе его́. На Рождество Христово, и на у́тріе, и на отда́ніе его́. На Обре́заніе Госпо́дне, и въ па́мять Вели́каго Васи́лія. На Богоявле́ніе Госпо́дне, и на у́тріе, и на отда́ніе его́. Въ Па́мять во святы́хъ оте́цъ на́шихъ, и вели́кихъ іера́рховъ, Васи́лія Вели́каго, Григо́рія Богосло́ва, и Іоа́нна Златоу́стаго. На Срѣ́теніе Госпо́дне, и на отда́ніе его́. На Благовѣ́щеніе. От суббо́ты пра́веднаго Ла́заря, до недѣ́ли Θомины́, во всѣхъ недѣ́ляхъ Пятьдеся́тницы, кромѣ́ Недѣ́ли Святы́хъ Оте́цъ. Въ преполове́ніе Пятьдеся́тницы, и на отда́ніе его́. Въ сре́ду, предъ Вознесе́ніемъ. На Вознесе́ніе, и на отда́ніе его́. На Соше́ствіе Свята́го Ду́ха, и на у́трени въ понедѣ́льникъ, и на отда́ніе его́. На Преображе́ніе, и на отда́ніе его́. На Успе́ніе Богоро́дицы, и на отда́ніе его́. То́чію а́ще [то́лько е́сли] случи́тся пра́здникъ, или́ отда́ніе пра́здника ко́его въ недѣ́лю: и тогда́ пое́тся Честнѣйшую.

На службах господских и богородичных праздников и их отданий (кроме отдания Пятидесятницы), когда «Честнейшая» не поётся, на 9-й песни канона вместо неё (и пророчества Захарии) поются особые «припевы праздника», первый из которых обычно возглашается диаконом (вместо возгласа «Богоро́дицу и Ма́терь Све́та в пе́снех возвели́чим»). Например, в праздник Рождества Богородицы диакон возглашает первый припев: «Велича́й, душе́ моя́, пресла́вное рождество́ Бо́жия Ма́тере», а в праздник Преображения Господня: «Велича́й, душе́ моя́, на Фаво́ре преобрази́вшагося Го́спода».

## Авторские песнопения на текст «Честнейшей»
Среди известных (и иногда употребляемых в современной богослужебной практике Русской Православной Церкви) авторских композиций на текст «Величит душа моя Господа» («Честнейшей») — произведения
- С. В. Рахманинова — из «Песнопений Всенощного бдения» соч. 37 (1915), № 11
- А. А. Архангельского — из «Пения Всенощного бдения» соч. 2 (1886?; издано в 1916)
- П. Г. Чеснокова — соч. 40, № 1
- П. И. Чайковского — из «Всенощного бдения» соч. 52 (1881—1882)

Среди современных композиторов, создавших произведения на этот текст — митрополит Иларион (Алфеев) (№ 13 в составе «Всенощного бдения», 2006).